# Hans Prinzhorn

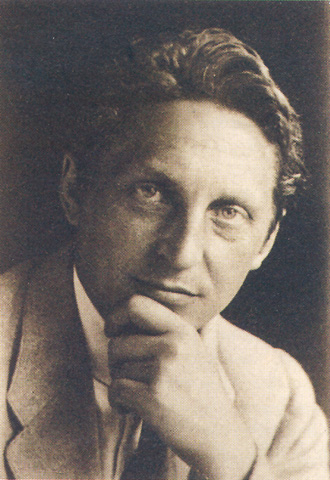
Hans Prinzhorn

Hans Prinzhorn (ur. 6 czerwca 1886 w Hemer, zm. 14 czerwca 1933 w Monachium) – niemiecki lekarz psychiatra i historyk sztuki.
Studiował historię sztuki i filozofię na Uniwersytecie Wiedeńskim, w 1908 roku otrzymał tytuł doktora. Wyjechał do Anglii, gdzie zamierzał pobierać nauki śpiewu. Później studiował medycynę na Uniwersytecie we Fryburgu Bryzgowijskim. Tytuł doktora medycyny otrzymał w 1917 roku w Strassburgu. Podczas I wojny światowej był chirurgiem polowym.
Od 1919 asystent Karla Wilmannsa w klinice psychiatrycznej w Heidelbergu. Zebrał wtedy kolekcję sztuki chorych psychicznie. W 1921 roku zbiory zawierały ponad 5000 dzieł. W 1922 roku opublikował monografię na temat sztuki chorych umysłowo, Bildnerei der Geisteskranken. Praktykował w Zurychu, Dreźnie i Wiesbaden. Od 1925 prowadził praktykę psychoterapeutyczną we Frankfurcie.
Zmarł w 1933 roku na dur brzuszny. Został pochowany na Cmentarzu Leśnym w Monachium.

## Prace
- Gottfried Sempers aesthetische Grundanschauungen. Union, 1909
- Bildnerei Der Geisteskranken. Berlin: Verlag Julius Springer, 1922
- Bildnerei der Gefangenen. A. Juncker, 1926
- Nietzsche und das XX. jahrhundert. N. Kampmann, 1928
- Hans Prinzhorn, Arnold Eiloart: Psychotherapy; its nature - its assumptions - its limitations: a search for essentials. J. Cape, 1932
- Persönlichkeitspsychologie: Entwurf einer biozentrischen Wirklichkeitslehre vom Menschen. Quelle & Meyer, 1932
- Nachgelassene Gedichte. Rahtgens, 1934